# Nyctalus plancyi
Nyctalus plancyi é uma espécie de morcego da família Vespertilionidae. Endêmica da China, ocorre nas províncias de Anhui, Beijing, Fujian, Gansu, Guangdong, Guangxi, Guizhou, Henan, Hubei, Hunan, Jiangsu, Jiangxi, Jilin, Liaoning, Shaanxi, Shandong, Sichuan, Yunnan, Zhejiang, Hong Kong e Taiwan.